# Amt Lechenich (Kreis Euskirchen)
Das Amt Lechenich war ein Amt im Kreis Euskirchen in der preußischen Rheinprovinz und in Nordrhein-Westfalen. Es ging aus der Bürgermeisterei Lechenich und der Bürgermeisterei Erp hervor. Das Gebiet des Amtes gehört heute zur Stadt Erftstadt im Rhein-Erft-Kreis und zur Gemeinde Nörvenich im Kreis Düren.

## Bürgermeistereien Lechenich und Erp
Von 1798 bis 1814 standen alle linksrheinischen Gebiete unter französischer Herrschaft. Während dieser Zeit wurden nach französischem Vorbild die Mairien Lechenich und Erp eingerichtet, die zum Kanton Lechenich im Arrondissement Köln des Rur-Departements gehörten. Nachdem das Rheinland 1814 an Preußen gefallen war, wurden aus den Mairien die preußischen Bürgermeistereien Lechenich und Erp, die 1816 zum neuen Kreis Lechenich kamen, aus dem 1827 der Kreis Euskirchen wurde.
Die Bürgermeisterei Lechenich umfasste nur die Stadt Lechenich. Zur Bürgermeisterei Erp gehörten die drei Landgemeinden Dorweiler, Erp und Pingsheim.
In Erp wurde 1865/66 an der Rathausstraße 34 ein Gebäude für das Bürgermeisteramt errichtet. Die Stadt Lechenich besaß seit jeher ein historisches Rathaus am Marktplatz. 1862 wurde ein Neubau fertiggestellt, der später auch Sitz des Amtes war.

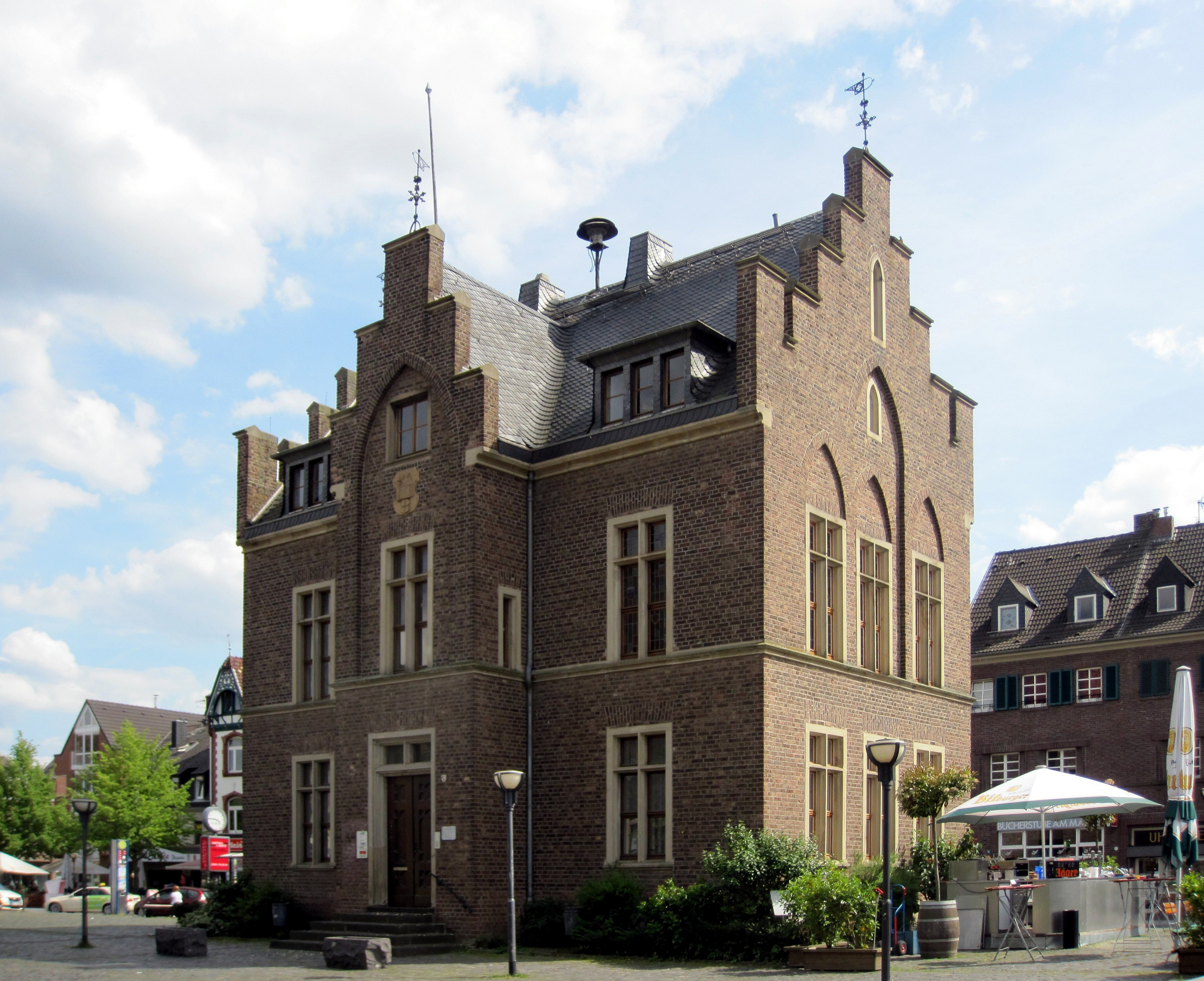
Rathaus Lechenich, Sitz der Amtsverwaltung

## Amt Lechenich
Am Ende des Jahres 1927 wurde die Bezeichnung aller rheinischen Landbürgermeistereien in „Amt“ geändert. Die beiden Bürgermeistereien hießen nun Amt Lechenich bzw. Amt Erp. Am 1. November 1934 wurden alle preußischen Einzelgemeindeämter und damit auch das Amt Lechenich aufgehoben; Lechenich wurde dadurch eine amtsfreie Gemeinde.
Das Amt Erp wurde 1947/48 aufgelöst. Seine Gemeinden wurden mit der amtsfreien Stadt Lechenich zum Amt Lechenich zusammengeschlossen, das aus vier Gemeinden bestand:
- Dorweiler
- Erp
- Lechenich
- Pingsheim

Das Amt Lechenich wurde am 1. Juli 1969 durch das Gesetz zur Neugliederung des Landkreises Euskirchen aufgelöst. Seine drei Gemeinden wurden in die neue Stadt Erftstadt eingegliedert. Durch das Köln-Gesetz wurde die Stadt Erftstadt am 1. Januar 1975 aus dem Kreis Euskirchen in den neuen Erftkreis (seit 2003 Rhein-Erft-Kreis) umgegliedert. Gleichzeitig wechselten die Erftstädter Ortsteile Dorweiler, Pingsheim und Wissersheim in die Gemeinde Nörvenich des Kreises Düren

## Einwohnerentwicklung
| Jahr | Bürgermeisterei Lechenich | Bürgermeisterei Erp | Quelle |
| ---- | ------------------------- | ------------------- | ------ |
| 1843 | 2819                      | 1736                | [ 5 ]  |
| 1871 | 3128                      | 2127                | [ 6 ]  |
| 1885 | 3097                      | 2232                | [ 7 ]  |
| 1910 | 3739                      | 2153                | [ 8 ]  |
| 1925 | 3925                      | 2171                | [ 9 ]  |
| 1939 | 3924                      | 2019                | [ 10 ] |
|      | Amt Lechenich             |                     |        |
| 1950 | 7503                      | 7503                | [ 11 ] |
| 1961 | 7850                      | 7850                | [ 11 ] |